# Dissochaeta stipularis
Dissochaeta stipularis är en tvåhjärtbladig växtart som först beskrevs av Carl Ludwig von Blume, och fick sitt nu gällande namn av Cornelis Andries Backer och Gudrun Clausing. Dissochaeta stipularis ingår i släktet Dissochaeta och familjen Melastomataceae. Inga underarter finns listade i Catalogue of Life.